# Односи Србије и Камбоџе
Односи Србије и Камбоџе су инострани односи Републике Србије и Краљевине Камбоџе.

## Билатерални односи
Дипломатски односи са Камбоџом су успостављени 1956. године.
Амбасада Републике Србије у  Џакарти (Индонезија) радно покрива Камбоџу.

### Политички односи
Односи Србије и Камбоџе су традиционално добри и пријатељски. Посета МСП И. Мркића Краљевини Камбоџи реализована је у фебруару 2013. Том приликом остварени су сусрети са премијером Камбоџе Хун Сеном, председником Доњег дома Парламента Хенг Самрином и замеником премијера и МИП Хор Намхонгом.
У септембру 2011. је заменик премијера и МИП Камбоџе Хор Намхонг учествовао на Министарском састанку ПНЗ у Београду. МСП В. Јеремић је посетио Камбоџу октобра 2011.

### Економски односи
- У 2020. години робна размена је износила 12,70 милиона УСД од чега је извоз из РС 190 хиљада долара, а увоз 12,51 милиона долара.
- У 2019. робна размена била је 18,52 милиона УСД од тога је извоз Србије био 529 хиљада долара док је увоз РС био 18 милиона УСД.
- У 2018. размена робе је била на нивоу од 16,05 милиона УСД од чега је извоз из РС 59 хиљада долара, а увоз 16 милиона долара.[3][4]

### Дипломатски преставници

#### У Београду
- Вута Тан, амбасадор, 2020—
- Чеа Сот, амбасадор
- Ио Самбат, амбасадор, 1970—1976.
- Коун Вик, амбасадор, 1965—1970.
- Нородом Нориндет, амбасадор, 1961—1963.

#### У Пном Пену
- Михајло Ломпар, амбасадор, 1977—1983.
- Милорад Мијовић, амбасадор, 1967—1977.
- Бошко Чакић, амбасадор, 1964—1967.
- Берислав Жуљ, амбасадор, 1961—1964.